# Helmut Zacharias
Helmut Zacharias (Berlijn, 27 januari 1920 – Brissago, 28 februari 2002), ook bekend onder het pseudoniem Charles Thomas, was een Duitse violist en componist. Hij schreef meer dan 400 composities en verkocht 14 miljoen platen.
Daarnaast verscheen hij in een aantal films, meestal als muzikant.

## Biografie
Hij werd geboren in Berlijn als zoon van een zangeres en een violist/dirigent. Vanaf zijn 2 ½ jaar kreeg hij vioollessen van zijn vader en vanaf zijn zesde speelde hij in de Faun club, een cabaret in Berlijn. Twee jaar later volgde hij les in de Gustav Havermann's masterclass van de Muziekacademie van Berlijn, als jongste (tot dan toe) student. Nog eens drie jaar later ('31) was hij voor de eerste maal te beluisteren op de radio, alwaar hij Mozarts Vioolconcert nr 3 in G-Major uit 1775 speelde. Op 14-jarige leeftijd ('34) begon hij te toeren. Rond dezelfde periode werd hij sterk beïnvloed door de all-string jazzbands van Django Reinhardt en Stéphane Grappelli's, wier platen beschikbaar werden in Duitsland.
In 1940 werd hij "ontdekt" door de Duitse EMI-afdeling Lindström-Electrola, een jaar later had hij een eerste hit met Schönes Wetter Heute. In de jaren 50 werd hij beschouwd als een van de beste jazzviolisten van Europa en werd geroemd als The Magic Violinist en Germany's Mr. Violin. Zijn grootste succes boekte hij op 22 september 1956 toen zijn nummer When the White Lilacs Bloom Again de twaalfde plaats bereikte in de Billboard Hot 100. Een ander hoogtepunt bereikte hij met het nummer Tokyo Melody, de officiële hymne van de Olympische Zomerspelen van 1964 te Tokyo. Het nummer bereikte op 21 november 1964 de negende plaats in de UK Singles Chart.
In de late jaren 50 migreerde hij naar Zwitserland en trad hij op met tal van bekende artiesten zoals Yehudi Menuhin. Tussen 1968 en '73 had hij een eigen televisieshow en in 1985 ontving hij een medaille van de Orde van Verdienste van de Bondsrepubliek Duitsland. In 1995 werd vastgesteld dat hij aan alzheimer leed en twee jaar later trok hij zich terug uit het publieke leven. Hij stierf in 2002 in Brissago te Zwitserland en is begraven op het Friedhof Ohlsdorf te Hamburg.
Hij was gehuwd met Hella Konradat van 1943 tot aan zijn dood en samen hadden ze drie kinderen. Zijn zoon Stephan schreef onder andere de soundtrack van de film Der Untergang (2004).

## Œuvre
Hieronder een selectieve disco- en filmografie:

### Discografie
- 12 Violin Sonatas, Op.2 (Vivaldi) (1953)
- Ich liebe deinen Mund (1955)
- Hello, Scandinavia (1958)
- Holiday In Spain (1959)
- Songs Of Old Russia (1959)
- Candelight Serenade (1960)
- A Violin Sings (1962)
- On Lovers' Road (1963)
- Candlelight Serenade (1965)
- De Gouden Plaat Van Helmut Zacharias (1967)
- Happy Strings Happy Hits (1967)
- James Last Meets Helmut Zacharias (1967)
- Happy Strings Of Zacharias (1968)
- Light My Fire (1968)
- Mexico Melody (1968)
- Zacharias Plays The Hits (1969)
- Zacharias Plays Verdi & Puccini (1970)
- Zacharias Plays Verdi & Bizet (1970)
- Greatest Hits (1973)
- Buenos Días (1974)
- Swinging Hits (1977)
- Les Belles Années (1978)

### Filmografie
| Uitgiftejaar | Film                                    | Rol         | Notes   |
| ------------ | --------------------------------------- | ----------- | ------- |
| 1949         | Hallo, Fräulein!                        | Muzikant    |         |
| 1952         | Heimweh nach dir                        | Violist     |         |
| 1952         | Königin der Arena                       | Dirigent    |         |
| 1952         | Eine nette Bescherung                   |             | Tv-film |
| 1953         | Das singende Hotel                      | Karli Alten |         |
| 1954         | An jedem Finger zehn                    | Player      |         |
| 1955         | Wie werde ich Filmstar?                 |             |         |
| 1962         | Totò di notte n. 1                      |             |         |
| 1963         | Jolanthe lässt bitten....               | Zichzelf    | Tv-film |
| 1964         | Silvester Show                          | Muzikant    | Tv-film |
| 1966         | Von uns - für Sie!                      |             | Tv-film |
| 1981         | So schön wie heut', so müßt' es bleiben | Artiest     | Tv-film |